# Psara mimeticalis
Psara mimeticalis là một loài bướm đêm trong họ Crambidae.